# Bilderbergmötet 2015

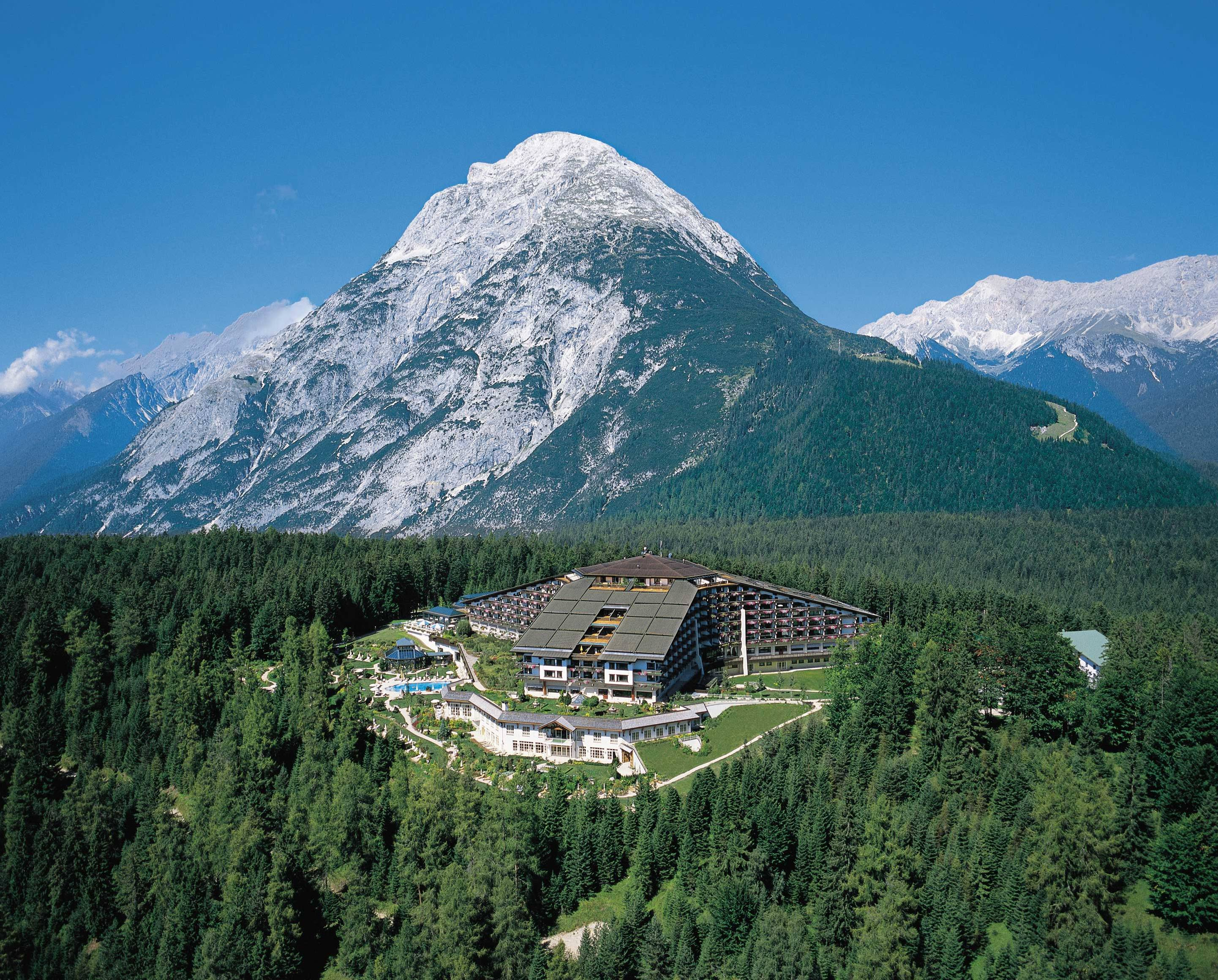
Interalpen-Hotel Tyrol i Telfs-Buchen

Bilderbergmötet 2015 var det 63:e officiella mötet med Bilderberggruppen. Mötet ägde rum från 11 till 14 juni 2015 på Interalpen-Hotel Tyrol i Telfs-Buchen, Österrike. På dagordningen stod bland annat diskussioner om ekonomi, aktuell politik och ny teknologi. Mötet har hållits varje år sedan 1954. Arrangörer, deltagare och etablerade nyhetsmedia förnekade länge att Bilderbergmöten existerar, men har sedan 2000-talet medgivit att de äger rum.

## Dagordning
Ett av Bilderbergmötets kännetecken är att dagordningen är relativt obunden och föränderlig. Ett officiellt pressmeddelande listade ändå ett antal ämnen inför 2015 års konferens:
- Artificiell intelligens
- Cybersäkerhet
- Kemiska vapenhot
- Aktuella ekonomiska frågor
- Europeisk strategi
- Globalisering
- Grekland
- Iran
- Mellanöstern
- Nato
- Ryssland
- Terrorism
- Storbritannien
- Förenta staterna
- Amerikanska valet

## Deltagare
Den officiella gästlistan bestod av 133 personer, i huvudsak från Europa och Nordamerika, från finansbolag, näringsliv, mediebolag, politik och underrättelsetjänster. Deltagare från Sverige var närings- och innovationsminister Mikael Damberg, Svenskt Näringslivs VD Carola Lemne, BP:s och Volvos styrelseordförande Carl-Henric Svanberg och Investors ordförande Jacob Wallenberg.

## Reaktioner
Mötet hölls kort efter G7:s möte i Bayern, inte långt från platsen för Bilderbergmötet, vilket föranledde en stor och förhållandevis långvarig säkerhetsmobilisering. Vid Bilderbergmötet var 2100 extra poliser inkallade för att bevaka området. Därtill fanns hundratals poliser redo i övriga Österrike och på andra sidan tyska gränsen för att kallas in vid behov. Det kostsamma säkerhetspådraget väckte reaktioner och bland annat det österrikiska Piratpartiet framträdde i media med krav på en detaljerad och offentlig redovisning över kostnaderna för arrangemanget.